# Дім двадцяти чотирьох
Ді́м двадця́ти чотирьо́х (порт. casa dos vinte e quatro) — у 1383—1834 роках орган міського управління в Португалії. Виборна рада міста, що складалася із 24 представників — по два чоловіки від 12 міських цехів або гільдій. Вперше створена 16 грудня 1385 року в Лісабоні після Лісабонського повстання за ініціативи авіського магістра Жуана, з метою розширити права столиці й заручитися підтримкою міщанства у політичній боротьбі. Щорічно, на день святого Томи, до ради обиралися 24 особи із 12 ремісничих цехів; останні називалися «хоругвами» (порт. bandeiras). Засідання проходили у столичній церкві святого Домініка. Рада обирала голову — народного суддю (порт. juiz do povo), писаря і 4 депутатів цехів, які керували засіданнями у справах столиці. Народний суддя вважався головою лісабонських міщан й виступав посередником між ними і королем Португалії. Усі рішення ради приймалися колегіально, більшістю голосів. З кінця XV століття така система міського управління поширилася в інших містах Португалії та колоніях. У невеликих самоврядних поселеннях рада складалася лише з 12 представників і називалися домом дванадцяти (порт. casa dos doze). Внаслідок адміністративної реформи від 7 травня 1834 року «доми» були замінені муніципальними радами.